# 真榊

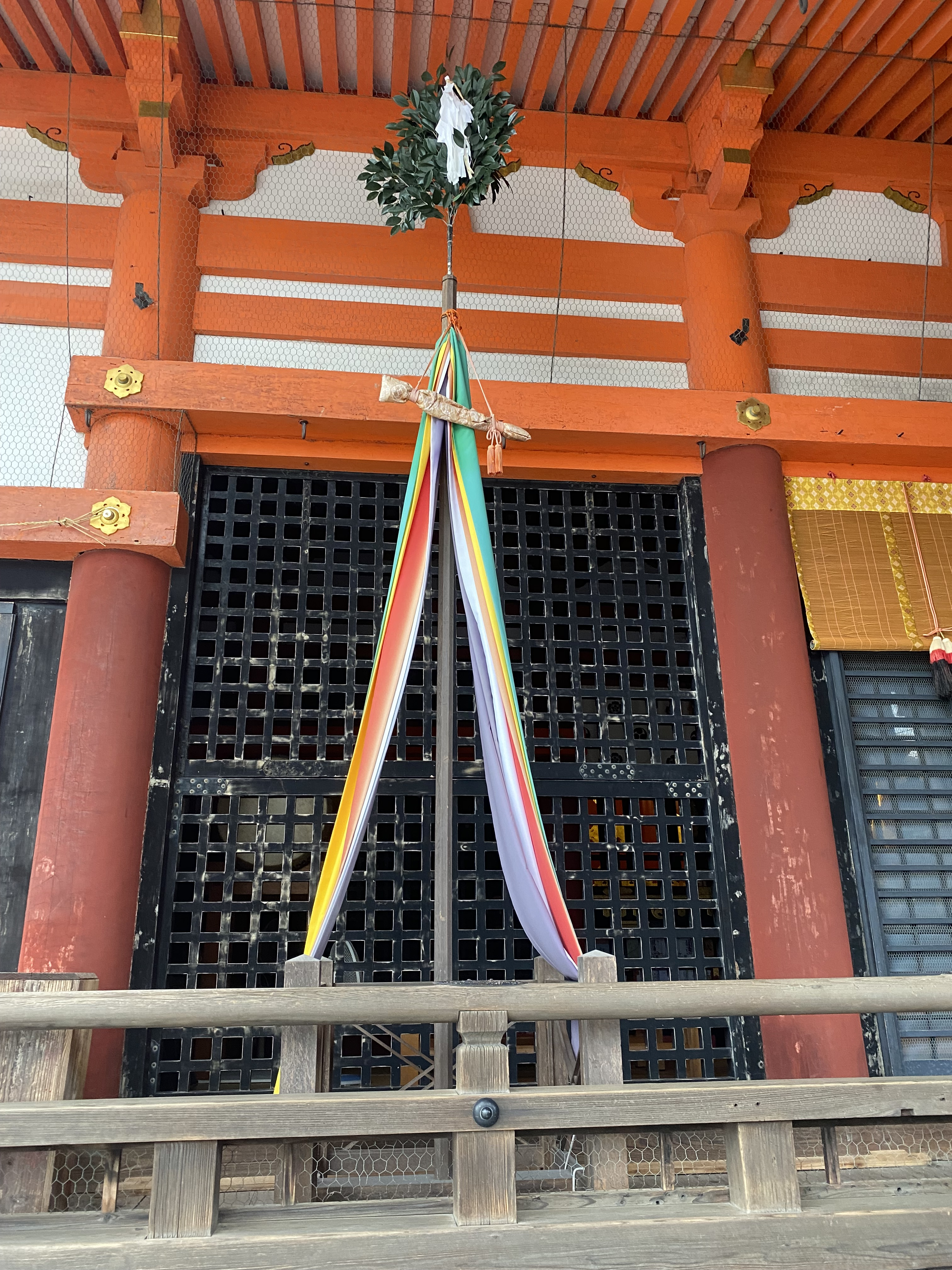

真榊（まさかき）とは、神事の場で祭壇の左右に立てる祭具。緑・黄・赤・白・青の五色絹の幟（のぼり）の先端に榊（さかき）を立て、三種の神器を掛けたもの。向かって左側に剣を掛けたもの、右側に鏡と勾玉を掛けたものを立てる。全体を真榊台と呼ぶこともある。
日本神話で「天石窟（あめのいわや）での五百津真賢木（いほつまさかき）」の故事が淵源である。また景行紀や仲哀紀にもその記載がある。また明治天皇即位の時、各地の神社において社頭の装飾としても用いられた。出雲大社では、榊枝５～６尺を棒杭に装着し、向かって右の榊に玉と鏡と五色絹を懸け、左榊に剣と五色絹とを取懸けることになっている。
五色絹の色は、陰陽五行説における天地万物を構成する5つの要素、木・火・土・金・水を表している。
なお、葬祭には、黄色と白の幟の真榊を用いる。